# Yoshida Kōtarō (Kampfsportler)
Yoshida Kōtarō (jap. 吉田 幸太郎; * 1883 in Miyama, Präfektur Fukuoka, Japan; † 1966 in Hitachi, Präfektur Ibaraki) war ein japanischer Kampfkunstmeister des Daitō-ryū.
1906 war er Absolvent der Tōhoku-Gakuin-Universität (Japan) und arbeitete als Journalist und Schriftsteller. Unter anderem studierte er auch an der Waseda-Universität in Japan. Im Jahre 1915 wurde er Schüler von Takeda Sōkaku und erhielt später die Kyōju Dairi (Lehrlizenz als höchste Auszeichnung). Im Jahre 1937 begegnete er Richard Kim dessen größter Lehrer er wurde, Es war Yoshida Kōtarō, der Ueshiba Morihei, Begründer des Aikidō, seinem Lehrer Takeda Sōkaku in Engaru auf der Insel Hokkaidō (Japan) vorstellte.
In den frühen 60er Jahren zog er von San Francisco (USA) nach Hitachi, Präfektur Ibaraki (Japan), wo er im Alter von 83 Jahren starb.